# Phomachora lucida
Phomachora lucida är en svampart som först beskrevs av Berk. & M.A. Curtis, och fick sitt nu gällande namn av Petr. & Syd. 1925. Phomachora lucida ingår i släktet Phomachora, divisionen sporsäcksvampar och riket svampar.   Inga underarter finns listade i Catalogue of Life.